# Yoaz Hendel
Yoaz Hendel (în ebraică:יועז הנדל, n. 22 mai 1975, Petah Tikva, Israel.) este un politician israelian, între mai-decembrie 2020 și iarăși, între iunie 2021-decembrie 2022 ministrul comunicațiilor al Israelului, din partea fracțiunii de centru-dreapta Derekh Eretz din cadrul partidului Tikvá Hadashá (Speranță nouă) condus de Ghideon Saar. În 2019 a fost ales ca deputat în Knesset din partea alianței de centru Albastru-Alb (Kahol Lavan),  iar în martie 2020 a părăsit această alianță pentru a forma lista Derekh Eretz.
Hendel este  de profesia istoric militar, a lucrat în trecut ca ziarist, a fost președintele Institutului de Strategie Sionistă și a predat cursuri la Universitatea Bar Ilan. In anii 2011-2012 a fost director pentru comunicații și diplomație publică pe lângă primul ministru Binyamin Netanyahu.  

## Biografie

### Copilărie și tinerețe
Yoaz Hendel s-a născut în 1975 la Petah Tikva într-o familie de evrei național-religioși. Tatăl Yona Hendel provine dintr-o familie de evrei din România, iar părinții mamei, Myriam, provin din România și Polonia. 
Hendel a copilărit în așezarea evreiască Elkana din regiunea Samaria. În timpul studiilor de liceu a renunțat la purtarea calotei caracteristice evreilor observanți. 
În anul 1993 s-a înrolat în armată și s-a oferit voluntar în comandoul naval 13.. După terminarea instrucției pentru lupta de comando naval, a făcut cursul de ofițeri de infanterie, după care, treptat, a devenit comandant de batalion în comandoul naval. A participat în această calitate la Operațiunea Fructele Mâniei. S-a eliberat din armată după șase ani și jumătate de serviciu, însă a continuat să îndeplinească misiuni militare, între altele, în forțele de securitate Shabak în timpul Intifadei Al Aqsa. El este locotenent-colonel în rezervă și a participat ca rezervist la Al Doilea Război din Liban (2006) și la Operațiunea Plumb Topit.

### Începutul carierei academice și politice
În august 2011 Hendel a fost numit directorul biroului de comunicații și diplomație publică la Oficiul Primului Ministru. La începutul anului 2012 premierul Netanyahu l-a numit în echipa de negocieri cu palestinienii în Iordania, din care a făcut parte până la încheierea negocierilor in 26 ianuarie 2012. În februarie 2012, după ce Nathan Eshel, șeful echipei Oficiului primului ministru s-a compromis într-un scandal de moralitate, Hendel a demisionat,  primul ministru Netanyahu mustrându-l sever pentru denunțarea cazului în fața consilierului juridic al guvernului. Odată cu Hendel a demisionat din motive asemănătoare și Tzvi Hauser, alt tânăr consilier al lui Netanyahu.  
Hendel a studiat la facultatea de istorie a Universității Tel Aviv și a terminat cu titlul de doctor în istorie, susținând teza „Metode de culegere de informații militare în lumea antică - de la Revolta Hasmoneilor la Răscoala lui Bar Kohba” sub îndrumarea profesorilor Aharon Oppenheimer și Binyamin Isaak. În cursul studiilor a lucrat ca cercetător la Centrul Yaffe de cercetări strategice și a publicat mai multe studii cu privire la serviciile israeliene de informații, Al Doilea Război din Liban și luptele de gherilă. In anii 2009-2013 Hendel a predat cursuri despre terorism și gherilă la departamentul de științe politice al Universitâții Bar Ilan.
În decembrie 2017 Hendel a condus manifestări de protest împotriva corupției la Ierusalim, în paralel cu cele organizate la Tel Aviv

### În parlament și guvern
În ianuarie 2019 Hendel a devenit membru al partidului Telem condus de generalul în rezervă Moshe Yaalon. Acest partid a format in luna februarie alianța electorală Kahol Lavan (Albastru Alb), în preajma alegerilor parlamentare din aprilie 2019 pentru cel de-al 21-lea Knesset.  
La aceste alegeri Hendel a intrat prima dată în Knesset. Apoi a fost ales în octombrie 2019 in al 22-lea iar în 2020 în al-23 -lea Knesset.  În martie 2020 împreună cu Tzvi Hauser a întemeiat propria lor fracțiune politică Derekh Eretz. În mai 2020 a fost numit ministru al comunicațiilor in al 34-lea guvern (de rotație) al Israelului condus de Netanyahu și Gantz.  În decembrie 2020 Hendel și Hauser au anunțat că ei vor intra în noul partid de opoziție al lui Gideon Saar, Noua speranță - Tikvá Hadashá. Din acest motiv el a fost demis din poziția de ministru de către premierul alternant Beni Gantz. 
La alegerile din 2021 s-a clasat pe locul al patrulea al partidului Noua Speranță și a intrat iar în Knesset după ce partidul său a obținut șase mandate.
În iunie 2021 Hendel a redevenit ministru al comunicațiilor in al 36-lea guvern israelian sub conducerea lui Naftali Bennett și Yair Lapid.

### În ziaristică și alte mass media
Hendel a scris adesea in jurnalele israeliene. A avut o rubrică săptămânală în cotidianul Yediot Aharonot, a scris comentarii și analize   
militare pentru hebdomadarul de dreapta Makor Rishon, de asemenea a publicat articole ca oaspete in ziarul Maariv. 
El a fost prezentator al mai multor emisiuni de  talk show la radio, inclusiv la postul de radio al armatei Galey Tzahal, și un talk show de după amiază cu un rival politic, Nitzan Horovitz.
În 2015 Hendel a co-găzduit talk show-ul de vineri dimineață al Canalului 10 de televiziune.
Ca ministru a Hendel a aplicat reforme în comunicația telefonică celulară și internet care au dus la ieftinirea acestora pentru publicul larg. De asemenea a încurajat  anularea monopoolului existent in domeniul telefoanelor celulare in cadrul publicului ultraortodox . de asemenea  A inițiat o nouă reformă a poștei in directia privatizarii.
În vederea alegerilor repetate pentru Knesset în noiembrie 2022 Hendel a semnat un acord de unire cu fracțiunea de dreapta Yamina condusă de Ayelet Shaked, formând alianța electorală Haruakh Hatzionit (Spiritul sionist). La 11 septembrie, însă, Hendel și Shaked au anunțat că desfac acordul din cauza divergențelor de opinie. După două zile Hendel a anunțat că părăsește deocamdată viața politică.

### Viața privată
Hendel locuiește în moșavul Nes Harim. El stăpânește, în afară de ebraică, limbile engleză și spaniolă. 
Este căsătorit cu Shiri născută Weinberg, de meserie medic stomatolog, și au patru copii.

## Premii și onoruri
- Premiul Moldovan pentru literatură militară (Israel) [9]
- În octombrie 2012 - titlul de Cavaler al guvernării - din partea Mișcării pentru calitatea guvernării din Israel

pentru revelarea scandalului Eshel.
- 2013 - premiul social pentru excelență al asociației Ometz

## Cărți
- 2010 -  Cu prof. Zaki Shalom - Tnu leTzahal lenatzeah (Lăsați armata să învingă) , Ed. Yediot Aharonot
- 2011 - cu Yaakov Katz - Israel negged Iran, milhemet hatzlalim - (Israel contra Iran, război fantomă)
- 2012 - Abba holekh lamiluyim - (Tata merge la armata) - carte pentru copii (ilustratii:Avi Friedmann)
- 2015 - Beeretz lo zruá - Masá isreelí (Într-o țară nesemănată - Voiaj prin Israel)
- 2018 - cu președintele Israelului,Reuven Rivlin - Sihot al tikvá isreelit (Discuții despre o nădejde israeliană)

## Selecție de articole
- "Iran's nukes and Israel's dilemma". Middle East Quarterly (30 April 2013)
- "Why we lean to the political right in Israel". The Guardian (20 January 2013)
- "Terrorism and Piracy", in Culture and Civilization, (ed) I. L. Horowitz (Transaction Publishers, Rutgers N.J), January 2011
- "Pirates: Not Only in the Caribbean", BESA Center Perspectives Papers, No.106, 14 April 2010.
- "The Lone Terrorist", BESA Center Perspectives Papers, No.86, 13 July 2009.
- "Did Israel's Military Action in Gaza Make Israel More Secure", in: Global Issues – Selections from CQ Researcher, (ed) D. Repetto (London 2009), 77.
- Review of Rose Mary Sheldon's book: Spies of the Bible: Espionage in Israel from the Exodus to the Bar Kokhba Revolt, The Journal of Military History, Volume 72, Number 2, April 2008.
- "The Reserves Comeback", Strategic Assessment, Volume 10, no. 4 (February 2008)
- "Arab Culture in the Eyes of the West", Strategic Assessment, Volume 9, no.4 (March 2007) (with A. Mansour).
- "Conceptual Flaws on the Road to the Second Lebanon War", Strategic Assessment, Volume 10, no. 1 (June 2007) (with Z. Shalom).
- "IDF Special Units: Their Purpose and Operational Concept", Strategic Assessment, Volume 10, No. 2 (August 2007).
- "Failed Tactical Intelligence in the Lebanon War", Strategic Assessment, Volume 9, no. 3 (November 2006)